# Gaziantepstadion
Het Gaziantepstadion, vanwege de sponsor ook Kalyonstadion (Turks: Kalyon Stadyumu) genoemd, is een multifunctioneel stadion in Gaziantep, een stad in Turkije. In 2017 heette dit stadion Gaziantep Arena.
Het stadion werd gebouwd tussen 2013 en 2016. Bij de bouw was architectenbureau Bahadir Kul Architects betrokken. De bouw zou twee jaar duren, maar werd met een jaar verlengd. De buitenkant van het stadion werd bedekt met mozaïek. Het werd geopend op 15 januari 2017 met een wedstrijd tussen Gaziantepspor en Antalyaspor, die eindigde in 0–3. Bij de opening was slechts een gedeelte van het stadion gevuld met toeschouwers, minder dan op was gehoopt.
Het stadion wordt vooral gebruikt voor voetbalwedstrijden, de voetbalclub Gazişehir Gaziantep FK maakt gebruik van dit stadion. In het stadion is plaats voor 35.558 toeschouwers.
| 1 | 19 november 2022 | Turkije – Tsjechië | 2 – 1 | Vriendschappelijk | 30.400 |

Ali Sami Yen Spor Kompleksi (Galatasaray) ·
Antalyastadion (Antalyaspor) ·
Atatürk Olympisch Stadion (Fatih Karagümrük) · 
Başakşehir Fatih Terimstadion (Başakşehir) · 
Beşiktaş Park (Beşiktaş) · Çotanak Spor Kompleksi (Giresunspor) · 
Eryamanstadion (Ankaragücü) ·
Esenyurt Necmi Kadıoğlustadion (Istanbulspor) · 
Gaziantepstadion (Gaziantep) ·
Kadir Hasstadion (Kayserispor) ·
Kırbıyık Holdingstadion (Alanyaspor) ·
Konya Büyükşehir Belediyestadion (Konyaspor) ·
Nieuw Adanastadion (Adana Demirspor) · 
Nieuw Hataystadion (Hatayspor) ·
Nieuw Sivas 4 september-stadion (Sivasspor) ·
Recep Tayyip Erdoğanstadion (Kasımpaşa) ·
Şenol Güneşstadion (Trabzonspor) ·
Şükrü Saracoğlustadion (Fenerbahçe) ·
Ümraniye Gemeentelijk stadion (Ümraniyespor)
Alsancak Mustafa Denizlistadion (Altay) ·
Aktepestadion (Keçiörengücü) · 
Bandırma 17 september-stadion (Bandırmaspor) ·
Bodrum İlçestadion (Bodrumspor) ·
Bolu Atatürkstadion (Boluspor) · 
Bornova Aziz Kocaoğlustadion (Altınordu) ·
Çaykur Didistadion (Çaykur Rizespor) ·
Denizli Atatürkstadion (Denizlispor) ·
Eryamanstadion (Gençlerbirliği) ·
Eyüpstadion (Eyüpspor) ·
Gürsel Akselstadion (Göztepe) ·
Kazım Karabekirstadion (Erzurumspor) · 
Manisa 19 mei-stadion (Manisa) ·
Nieuw Adanastadion (Adanaspor) · 
Nieuw Malatyastadion (Yeni Malatyaspor) · 
Nieuw Sakaryastadion (Sakaryaspor) ·
Pendikstadion (Pendikspor) ·
Samsun 19 mei-stadion (Samsunspor) ·
Tuzla Belediyestadion (Tuzlaspor)
Balıkesir Atatürkstadion (Balıkesirspor) ·
Bursa Büyükşehir Belediyestadion (Bursaspor) · 
Nieuw Eskişehirstadion (Eskişehirspor) ·
Osmanlıstadion (Ankaraspor) · 
Spor Toto Akhisarstadion (Akhisar Belediyespor)